# ارس هندی
ارس هندی (نام علمی: Juniperus indica) نام یک گونه از سرده ارس است.